# 団体委任事務
団体委任事務（だんたいいにんじむ）は、法律または政令によって国から地方公共団体そのものに委任された事務のことである。1999年に機関委任事務とともに廃止され、現在は法定受託事務として定められている。

## 概要
地方公共団体そのものに委任された事務であるため、機関委任事務とは異なり「地方公共団体の事務」として扱われ、地方議会もそれに関与できる。費用は一定の割合を国が負担した。